# Aboubacar Nacanabo
Aboubacar Nacanabo, né le 13 octobre 1979 à Abidjan, est un homme politique burkinabé.
Expert en fiscalité internationale et docteur en sciences de gestion, il est le ministre de l’Économie, des Finances et de la Prospective du gouvernement Apollinaire Joachim Kyelem de Tambèla puis celle de Rimtalba Jean Emmanuel Ouédraogo dirigé par Ibrahim Traoré.

## Biographie

### Enfance et études
Aboubacar Nacanabo est né à Abidjan. Il fréquente l’école primaire jusqu’au secondaire. Après l’obtention de son baccalauréat, il rentre au Burkina Faso pour poursuivre des études en Sciences économiques à l’université de Ouagadougou, actuelle université Josep-Ki Zerbo. Il fait des études en Finances, Fiscalité et Comptabilité. À partir d'avril 2022, il est expert en fiscalité internationale et travaille pour l'African Tax Administration Forum, à Pretoria en Afrique du Sud,,. Il a aussi occupé le poste de commissaire du gouvernement burkinabè près de l’ordre national des experts comptables agrées auprès du ministère de l’économie, des finances et du développement.

## Carrière politique
Aboubacar Nacanabo est nommé ministre, dans le gouvernement d'Apollinaire Joachim Keylem de Tambèla, le 25 octobre 2022 à la suite du coup d'État d'Ibrahim Traoré, le 30 septembre. Il prend ses fonctions le 27 octobre. Le 8 décembre 2024, il est reconduit dans le gouvernement de Rimtalba Jean Emmanuel Ouédraogo.